# Caradrina turatii
Caradrina turatii är en fjärilsart som beskrevs av Charles Boursin 1936. Caradrina turatii ingår i släktet Caradrina och familjen nattflyn. Inga underarter finns listade i Catalogue of Life.